# Lacrimabili statu Indorum
Lacrimabili statu Indorum (en español, Lamentable estado de los indios), es la penúltima encíclica Pío X, publicada el 7 de junio de 1912, en la que trata de las condiciones inhumanas a las que están sometidos los indios de América del Sur.

## Antecedentes
En el momento en que Pío X escribe esta encíclica la esclavitud había sido abolida oficialmente en Sudamérica; en concreto en el Imperio del Brasil, uno de los países sudamericanos en que la esclavitud estaba más extendida, el 13 de mayo de 1888, mediante la llamada Ley Áurea la esclavitud fue totalmente abolida. Sin embargo, en la práctica la situación real -tal como expone la propia encíclica- no se había resuelto totalmente. 
La encíclica del Pío X se sitúa en la línea de sus antecesores, y no solo de Benedicto XIV, a cuya encíclica Inmensa pastorum (1741) se refiere expresamente, citando algunos de sus textos. Ya en el siglo XVI el papa Pablo III se promulga en 1537 la bula Sublimis Deus, en la que se declara a los indígenas como hombres en todas sus capacidades, lo que hace sustituir a la esclavitud en pro de la encomienda.

## Contenido de la encíclica
El papa dirige la encíclica a los arzobispos y obispos de América Latina, y la comienza recordando aquella otra encíclica de Benedicto XIV, que trató el mismo tema al que va a dedicar esta

Lacrimabili statu Indorum ex inferiori America vehementer commotus, decessor Noster illustris, Benedictus XIV gravissime eorum causam egit, ut nostis, in Litteris Immensa Pastorum, die XXII mensis decembris anno mdccxli datis; et quia, quae ille deploravit scribendo, ea fere sunt etiam Nobis multis locis
deploranda, idcirco ad earum Litterarum memoriam sollicite Nos animos vestros revocamus
Como saben, nuestro ilustre predecesor Benedicto XIV, profundamente conmovido por el terrible estado de los indios sudamericanos, de todo corazón, hizo suya su causa en la encíclica de Immensa pastorum, fechada el 22 de diciembre de 1741; y dado que todavía tenemos que lamentar en muchos lugares casi la misma situación, que él deploró, Nos apresuramos a recordaros el contenido de aquella encíclica.
Enc. Lacrimabilis statu, 1

Recoge unas palabras de aquel papa que considera plenamente aplicable al momento y que marca, desde el principio, la gravedad de la situación que desea atajar

Hombres que profesan la verdadera fe, se han olvidado casi completamente del sentido de la caridad infundida en nuestros corazones por el Espíritu Santo, creen lícito no solo privar a los indios de la luz de la fe, sino incluso aunque hayan sido lavados con el sagrado baño de la regeneración, reducirlos a la esclavitud o venderlos a otros como esclavos, o privarlos de sus bienes, y comportarse con ellos con tanta inhumanidad que los apartan de abrazar la fe de Cristo y los reafirman aún más en el odio contra ella
Enc. Lacrimabili statu, 1, reproduce textualmente Benedicto XIV, Immensa pastorum.

Tras exponer de un modo breve, pero lleno de fuerza, los abusos y atrocidades que sufren en aquellas tierras los indígenas; ante las primeras noticias le costó creer que esos hechos eran ciertos; pero ya no puede dudar, tanto por testimonios de los propios obispos, de misioneros y de los delegados de la sede apostólica. Por mucho tiempo ha pensado el modo de reparar tantos males y ha pedido de Dios luces para acertar. Por otra parte le consuela 

saber que aquellos que rigen esas repúblicas se esfuerzan, por todos los medios, en borrar esta mancha y esta ignominia de sus estados; por esta solicitud nunca podremos aprobarlos y alabarlos suficientemente. Sin embargo, en esas regiones, tan remotas como están de las sedes de los gobiernos, remotas y en su mayor parte inaccesibles, estos esfuerzos humanos del poder civil, tanto por la astucia de los impíos, que cruzan las fronteras a tiempo, como por la inercia y la traición de funcionarios, a menudo nada consiguen y no pocas veces caen al vacío. Pero si a la obra del estado se uniese la de iglesia, entonces los frutos deseados serían mucho más abundantes.
Enc. Lacrimabilis statu, 4

Pasa el papa a exponer los medios que ha de poner la Iglesia, por esto pide a los obispos que sigan promoviendo las instituciones existentes en sus diócesis que se dirigen al bien de los indios, procurando establecer otras que consideren útiles para el mismo fin. Además, deben advertir a sus fieles la obligación que tienen de ayudar a las misiones entre los nativos, tanto mediante limosnas como con sus oraciones; un comportamiento que exige no solo la religión, sino también la propia patria. Por lo demás, ha de cuidarse especialmente que tanto en las escuelas como en los templos se recomiende la caridad cristiana

que considera todos los hombres como hermanos, sin ninguna distinción de nación ni de color y que, no tanto con la palabra como con los hechos, debe ser demostrada. Del mismo modo, no debe dejarse ninguna ocasión que se presente, para mostrar cuánto deshonor vierten sobre el nombre cristiano estas indignidades que hemos denunciado.
Enc. Lacrimabili statu, 5

El papa considera que, contando con el asentimiento y favor de las autoridades públicas, procurará extender la acción apostólica en aquellas regiones y establecer nuevas misiones, donde los indios pueden encontrar refugio y defensa. Además, para que la labor de los obispos en esta tarea tenga la mayor eficacia posible, el papa siguiendo el ejemplo de Benedicto XIV, condena y declara culpables de un enorme delito a aquellos que

se atrevan o presuman de reducir y a los mencionados indios antes a la esclavitud, venderlos, comprarlos, conmutarlos o donarlos, separarlos de sus esposas e hijos, despojarlos de sus pertenencias y sus posesiones, conducirlos o transportándolos a otra parte o de cualquier manera privarles de su libertad y mantenerlos esclavos, así como dándoles a quienes lo hacen, consejos, ayuda, favor, bajo cualquier pretexto y nombre, o enseñar y proclamar que todo es lícito, de cualquier otra manera cooperar con lo que se dijo anteriormente.
Enc. Lacrimabili statu, 7.

Completa ese cita del texto de Benedicto XIV, con una medida disciplinar, "reservar a los ordinarios de lugar el poder absolver de tales crímenes a tales penitentes en el sagrado tribunal de la confesión".
Considera el papa que con esta encíclica ha seguido los pasos de sus predecesores, y menciona expresamente a León. Concluye la encíclica recordando a los obispos que contarán en la tarea que les recuerda con el apoyo de los gobiernos de aquellas repúblicas, del trabajo de los sacerdotes, y especialmente de los misioneros, de los fieles de sus diócesis y, lo que es más importante, con la gracia divina que no les faltará.